# Hans von Hopfen
Hans Demetrius von Hopfen, född den 3 januari 1835 i München, död den 19 november 1904 i Gross-Lichterfelde, var en tysk författare.
von Hopfen promoverades till filosofie doktor i Tübingen och var sedan 1866 bosatt i Berlin. Han tillhörde ursprungligen författarkretsen kring Maximilian II av Bayern och infördes i litteraturen av Geibel. Hans Gedichte (samlade 1883) innehåller kraftfulla ballader och friska epos. Den satiriska versnovellen Der Pinsel Mings (1868) erinrar om Heyse. Av hans romaner har endast de tidigare (Verdorben zu Paris, 1867, Der graue Freund, 1874, Juschu, 1875, Der alte Praktikant, 1878) och hans Bayerische Dorfgeschichten (samma år), ansetts äga värde genom sin briljanta berättarkonst, burschikosa i tonen, men spännande och åskådliga. En mängd senare noveller, dramer (av vilka hans lustspel Hexenfang ligger till grund för Frans Hedbergs operalibretto "Hexfällan" med musik av Andreas Hallén) med mera är endast förströelselitteratur. Till svenska översattes "Majorens minnen" (1878) och "Konstnären och hans arfvinge" (1897). Han lämnade även ett självbiografiskt bidrag till "Die Geschichte des Erstlingswerks" (1894).